# 石之坊

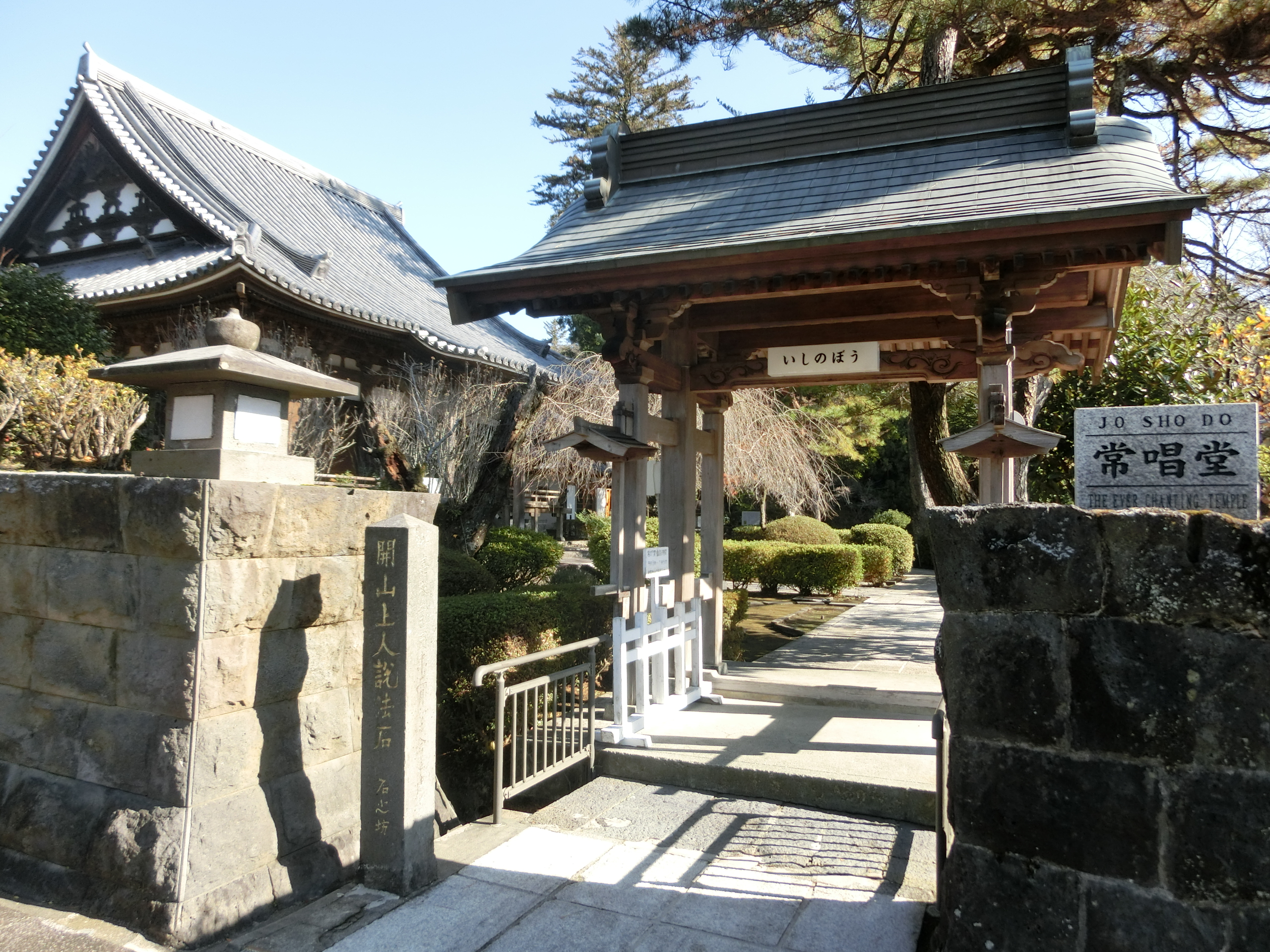
石之坊

石之坊（いしのぼう）は、日蓮正宗総本山大石寺の塔中坊の一つ。東裏塔中にある。本堂を常唱堂と称す。

## 歴史
- 享保9年（1724年） - 第26世法主日寛を開基として建立される。同時に常唱堂建立を発願する。
- 享保17年9月19日（1732年11月6日） - 第28世法主日詳、法を第29世日東に付して石之坊に住まわれる。
- 元文元年（1736年） - 日東は法を第30世日忠に付して石之坊に住まわれる。
- 元文5年11月13日（1740年12月31日） - 日忠は法を第31世日因に付して石之坊に住まわれる。
- 明和元年9月27日（1764年10月22日） - 第33世日元は法を第34世日真に付して石之坊に住まわれる。
- 寛政7年6月28日（1795年8月12日） - 第40世日任は法を第41世日文に付して石之坊に住まわれる。
- 文化11年4月8日（1814年5月27日） - 第46世日調が石之坊に住まわれる。
- 安政7年2月25日（1860年3月17日） - 焼失しのち再建される。
- 大正14年（1925年）10月6日 - 第58世日柱により大石寺常唱堂を石之坊に移転し、改築落成式並びに日寛第200遠忌が行われる。
- 昭和41年（1966年）9月26日 - 改築される。

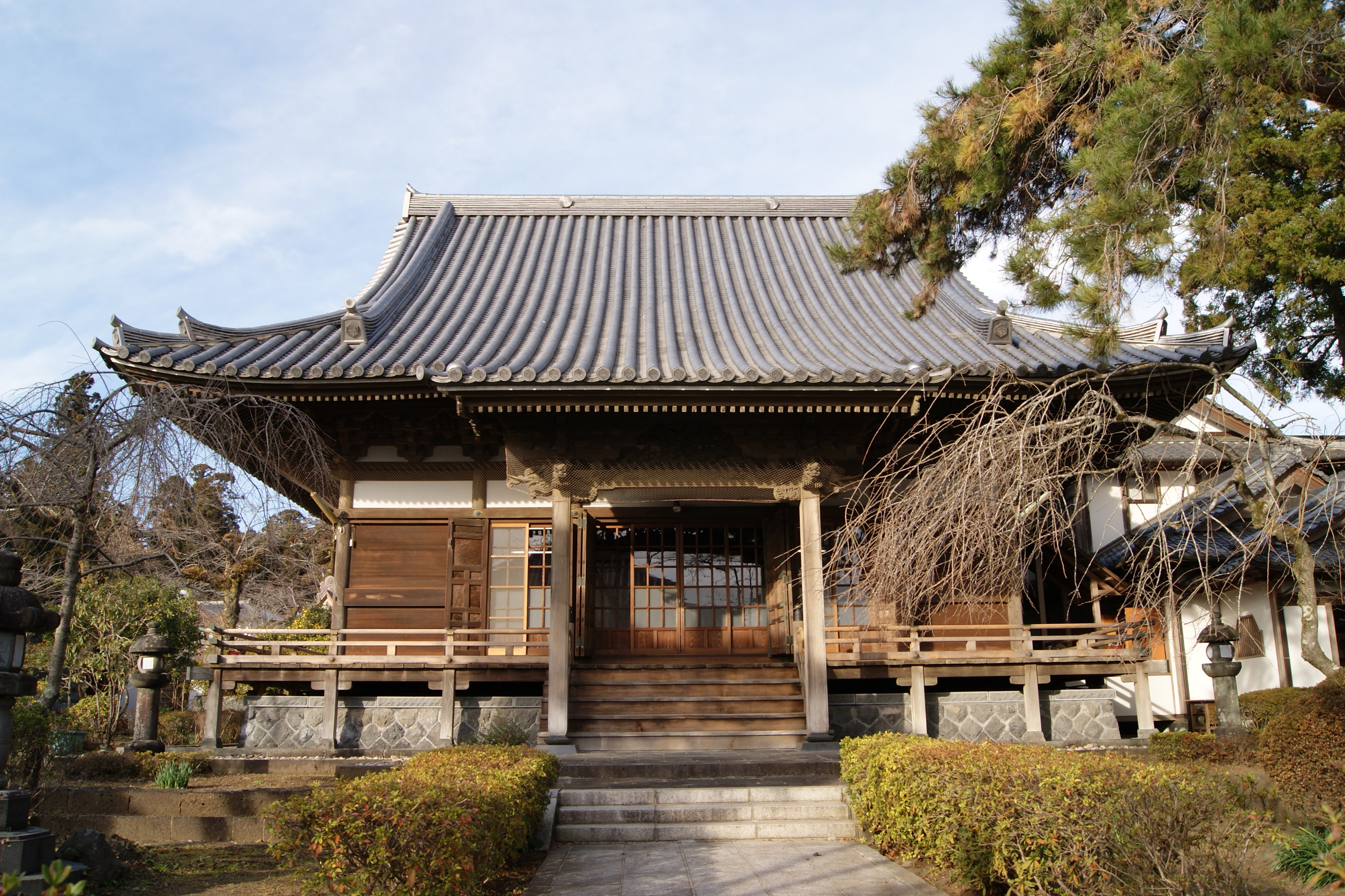
常唱堂（2010年1月撮影）